# O Papa

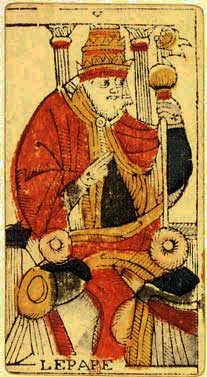
O Papa

O Papa ou O Hierofante é o quinto arcano maior do baralho do Tarot. É um homem com mais ou menos 60 anos, um sacerdote da alta hierarquia, um dirigente espiritual. Esta lâmina tem o número V e a letra hebraica HE.

## Simbologia
O Hierofante representa o domínio sobre a religião, a filosofia e a espiritualidade. O Hierofante sempre representa pessoas que são mais religiosas do que materialistas. Quando este arcano aparece, ele confirma que tudo será resolvido de maneira amigável, buscando encontrar sempre o acordo para uma situação.